# Diapheromeridae
A Diapheromeridae a rovarok (Insecta) osztályába és a botsáskák (Phasmatodea) rendjébe tartozó család.

## Rendszerezés
A családba az alábbi alcsaládok és nemzetségek tartoznak:
- Diapheromerinae
  - Diapheromerini
  - Ocnophilini
  - Oreophoetini
- Necrosciinae
- Pachymorphinae
  - Gratidiini
  - Hemipachymorphini
  - Pachymorphini
- Palophinae